# Hertugdømmet Thüringen
|  | Manglende infoboks Nogle af informationerne i denne artikel kunne med fordel samles eller opsummeres i en infoboks, som det anbefales i stilmanualen. |

Hertugdømmet Thüringen var et hertugdømme i det merovingiske kongerige Austrasien, etableret omkring 631 af kong Dagobert 1. efter hans tropper var blevet besejret af den slaviske konføderation Samo i Slaget ved Wogastisburg. Hertugdømmet blev genskab under karolingerne og dets hertuger blev udpeget af Tysklands konger frem til det blev absorberet af Hertugdømmet Sachsen i 908. Fra omkring 1111/12 blev territoriet styret af tysk-romerske kurfyrster som Landgrevskabet Thüringen.